# 范仲淹墓
范仲淹墓，又名“范园”是北宋著名文学家、政治家范仲淹及其部分子孙的墓园，位于河南省洛阳市伊川县彭婆镇许营村，2006年，范仲淹墓被公布为第六批全国重点文物保护单位。范园分前后两域，总面积约85亩，园内种植有上千棵柏树，墓园神道旁有石翁仲、石羊、石狮和石阙等。范园广场建有13.7米高的范仲淹雕像，园区前域有范仲淹及范母秦国太夫人、长子监溥公范纯祐墓，中央建有范文正公祠大殿三间、展厅两间。飨殿内有范仲淹金身坐像，上方悬挂清朝光绪皇帝书写的“以道自任”匾额。

## 陵墓
“范园”除了范仲淹本人的陵墓外，还包括范仲淹母亲秦国太夫人墓、范仲淹长子范纯佑墓、范仲淹次子范纯仁墓，三子范纯礼墓、四子范纯粹墓及范仲淹孙辈等墓葬。

## 碑刻
“范园”现存碑刻8通，主要是明、清时期所立。其中最珍贵的为宋代的“神道碑”，神道碑全称“资政殿学士户部侍郎文正范公神道碑铭”碑文主要记载了范仲淹一生的事迹。碑额“褒贤之碑”四个字由宋朝皇帝宋仁宗赵祯亲自篆学，碑文则宋代著名文学家欧阳修撰写。

## 图片
- 范仲淹墓（范园）大门
- 范园内的范文正公祠
- 范仲淹墓
- 范园内的范仲淹母之墓
- 范园内的范仲淹长子之墓